# Tóth Margit (zenetörténész)
Tóth Margit (Budapest, 1920. június 20. – 2009. november 15.) magyar zenetörténész, népzenekutató, zongoraművész.

## Életpályája
Zenei tanulmányait a Nemzeti Zenedében kezdte és előbb Faragó György egyik volt tanáránál tanult, majd tanára beajánlotta zongoratanítványnak Faragó Györgyhöz. (Már itt futólag megismerte Lajtha Lászlót, mivel Lajtha László zeneelméletet tanított, összhangzattant és akivel azonban megszakadt a kapcsolata, mivel Faragó György átvitte őt a Zeneakadémiára).
1940-ben elvégezte a Ranolder Intézet tanítónőképzőjét. 1945. december 17-én öltötte magára a ciszterci novíciák fehér habitusát s kapta a Gertrúd szerzetesi nevet, ezzel bakonyboldogasszonyi ciszterci monostor egyik alapító nővére lett. A közösség tagjai Nagyesztergárról 1946 júniusában költöztek ki Bakonyboldogasszonyba, ahol a korábbi majorsági épületet alakították át monostor céljaira. A szerzetesrendek működési engedélyének 1950-es megvonásáig a bakonyi monostor lakója volt, ahol 1949. december 17-én köteleződött el szerzetesi örökfogadalommal.
Tanulmányait 1951–1956 között a Liszt Ferenc Zeneművészeti Főiskola zenetudományi szakán végezte Kodály Zoltán, Lajtha László, Szabolcsi Bence és Bartha Dénes növendékeként. 1951-től 1963-ig Lajtha László népzenekutatói munkacsoportjának munkatársaként tevékenykedik - rá lett bízva a helyszíni zenei lejegyzés feladata. A munkacsoport nyugat-magyarországi településeken gyűjtött nagyrészt hangszeres, de ugyanakkor jelentős mennyiségű vokális népzenei anyagot is (a Lajtha-munkacsoport népzenekutatói tanítványai voltak még Vikár László, Sárosi Bálint, Olsvai Imre is. A szöveglejegyzést Erdélyi Zsuzsanna végezte, a gyűjtőutak eredményeit Lajtha a Népzenei monográfiák nyugat-dunántúli anyagában teszi közzé). Mivel a népzenekutatói szakra jelentkezőktől Kodály azt várta el, hogy egyúttal végezzék el a zenetörténeti szakot is, ezért Lajtha népzenekutató tanítványai oda is beiratkoztak.
Lajtha halála után megbízták a korábbi népzenekutatói csoport vezetésével, a gyűjtőutak és a népzenei hangfelvételek folytatásával. Néhány év múlva megszűnt a munkacsoport, Tóth Margit pedig 1965-től vezetője lett a Néprajzi Múzeum első magyar népzenei tárának.
1958-64 között a Szabolcsi Bence és Tóth Aladár-féle Zenei lexikon új kiadásának szerkesztője Bartha Dénes főszerkesztői irányításával, melynek három kötete végül 1965-ben jelent meg.
Az 1960-as években felkérte az UNESCO Kodályt, hogy küldjön képzett szakembereket Egyiptomba, így segítve a fejlődő országok népzenéjének összegyűjtését. Kodály Borsai Ilonát és Olsvai Imrét küldte ki, ott a Kopt Tudományok Intézetének Zenei osztályvezetője átadta az általa őrzött kopt zenei anyagot Borsai Ilonának, Borsai Ilona pedig hazahozta és továbbadta Tóth Margitnak. Az anyag zenei lejegyzésében fontos szerepe volt, hogy ő nem az angol lejegyzési iskola, hanem a Bartók-Lajtha féle magyar lejegyzési iskola hagyományát követve rögzítette a kopt zenei anyagot - kis módosítással, mivel a fődallamot Bartók módszere szerint nagyobb kottával, de a díszítést kicsi kottával jegyezte le.
1970-1971-ben járt először osztályvezetőként Egyiptomban, majd 1976-ban ment ismét oda. A kopt zene lejegyzésében világviszonylatban egyedülálló szaktekintéllyé emelkedett. Mind a kopt népzene, mind a kopt egyházi zene területén fontos feladatot végzett el. Tudományos kutatásainak egyik fő területe a kopt népzene volt, melyet 1980-tól Egyiptomban gyűjtött és rendezett sajtó alá. A világon elsőként ő volt képes a mindaddig csak a kopt tradíciók és a szájhagyomány hangzó anyagaként élő kopt zenehagyományt tudományos igénnyel és rendkívül részletesen írásban rögzíteni.
A kopt miseliturgia lejegyzésére 1978-as nyugdíjba vonulása után vállalkozott. Ezzel már 1982-ben elkészült a kopt egyházzenei gyakorlat középpontjában álló Szent Vazul mise három és félórás liturgiájának szöveg- és kottaanyaga, kiadására mégis csak 1998-ban került sor a Kairói Amerikai Egyetem Kiadója által ("The Coptic Orthodox liturgy of St. Basil: with complete musical transcription"). Így a kopt zene történetében ő készítette el először egy teljes liturgia hangjegyes lejegyzését, a hozzá tartozó kopt szöveggel, kiegészítve arab és angol fordítással.
Ő maga ezt mondta a kötet születéséről 2001-ben: „A hatalmas 700 oldalas kiadvány létrejötte nemcsak az én érdemem. Hiába tanultam klasszikus arabot és vettem Kákossy professzortól kopt nyelvleckéket, nem mertem vállalkozni arra, hogy a lejegyzett zenei anyag alá írjam a szöveget. Így kapcsolódott be a munkába az amerikai etnomuzikológus Martha Rey is, aki elolvasta az általam aláírt szöveget.”
1982-től felkérést kapott a Kairói Konzervatóriumtól a népzenei lejegyzés heti 16 órában történő oktatására a zenetudományi szakon. A tanítás idegen nyelven folyt és két évtizeden át tanított itt. Ekkortól kezdve az egyiptomi népdalkincs lejegyzését is magára vállalta.
1995-ben A Magyar Köztársasági Érdemrend kiskeresztje elismerést kapta. 2001. március 12-én Kairóban a Magyar Köztársasági Érdemrend tisztikeresztjével tüntették ki.
2005-ben a Zenei Alap és a Magyar Alkotóművészek Országos Egyesülete zenei nagydíját neki ítélték meg.